# جورجيلينا كرافيرو
جورجيلينا كرافيرو (بالإسبانية: Jorgelina Cravero)‏ مواليد 23 يناير 1982 في سان فرانسيسكو، قرطبة، الأرجنتين، هي لاعبة كرة مضرب أرجنتينية سابقة بدأت مسيرتها كمحترفة سنة 2000 وكانت تلعب باليد اليمنى، اعتزلت اللعب في 2011. أعلى تصنيف لها في الفردي كان المركز الـ 106 في سنة 2007. أعلى تصنيف لها في الزوجي كان المركز الـ 114 في سنة 2008.
خسرت أمام مارتينا مولر في بطولة أستراليا المفتوحة 2007 وأمام ارغوان رضائي في بطولة أمريكا المفتوحة 2007.

## روابط خارجية
- جورجيلينا كرافيرو على موقع رابطة محترفات التنس (الإنجليزية)
- جورجيلينا كرافيرو على موقع الاتحاد الدولي لكرة المضرب (الإنجليزية)
- جورجيلينا كرافيرو على موقع كأس بيلي جين كينغ (الإنجليزية)
- جورجيلينا كرافيرو على موقع خلاصة التنس.كوم (الإنجليزية)
- جورجيلينا كرافيرو على موقع إي إس بي إن.كوم (الإنجليزية)